# Família tipográfica
Uma família tipográfica é um conjunto de fontes tipográficas com as mesmas características estilísticas fundamentais, porém apresentadas com variações de espessura, largura, altura e outros detalhes. Algumas destas variações são mais frequentes nas famílias tipográficas e recebem nomes que se tornaram conhecidos pelo público em geral, tais como bold (negrito), light (claro), regular, itálico, versalete, dentre outros.

## Terminologia
Na tipografia profissional, o termo "tipo de letra" não é intercambiável com a palavra "fonte"] (originalmente "fonte" em inglês britânico e pronunciado "fonte"), porque o termo fonte tem sido historicamente definido como um determinado alfabeto e seus caracteres associados em um único tamanho. Por exemplo, o Caslon Italic de 8 pontos era uma fonte e o Caslon Itálico de 10 pontos era outro. Historicamente, as fontes vêm em tamanhos específicos que determinam o tamanho dos caracteres e em quantidades de classificação (tipografia) s ou número de cada letra fornecida. O design dos personagens em uma fonte levou em conta todos esses fatores.
À medida que a variedade de desenhos de tipos de letra aumentou e as exigências dos editores se ampliaram ao longo dos séculos, fontes de peso (mais ou menos) e variantes estilísticas ou roman como distintas de itálico, bem como condensed) levaram a famílias de fontes, coleções de projetos de fontes intimamente relacionados que podem incluir centenas de estilos. Uma família de fontes é tipicamente um grupo de fontes relacionadas que variam apenas em peso, orientação,  largura, etc., mas não em design. Por exemplo, Times New Roman é uma família de fontes, enquanto Times Roman, Times Italic e Times Bold são fontes individuais que compõem a família Times. As famílias de fontes geralmente incluem várias fontes, embora algumas, como Helvetica, possam consistir em dezenas de fontes.
A distinção entre fonte e tipo de letra é que uma fonte designa um membro específico de uma família de tipos, como roman, boldface ou itálico, enquanto que typeface designa uma aparência visual consistente ou estilo que pode ser uma "família" ou conjunto relacionado de fontes. Por exemplo, um determinado tipo de letra, como Arial, pode incluir fontes romanas, negrito e itálico.

## Lista de famílias

### Ordenação alfabética

#### A
- Al Bayan
- Aldus
- ALPHABETUM
- American Typewriter
- Amienne
- AMS Euler
- Amsterdam Old Style
- Andale Mono
- Andalus
- Angsana New
- Antiqua
- Apple Chancery
- Apple Symbols
- Arial Rounded MT Bold
- Arial
- Arial Unicode MS
- Aristocrat
- Ashley Inline
- Ashley Script
- Aster
- Avant Garde

#### B
- Baghdad
- Baskerville Old Face
- Baskerville
- Bauer Bodoni
- Bauhaus
- Bell
- Bembo
- Benguiat Gothic
- Benguiat
- Bertram
- Beton
- BiauKai
- Bickley Script
- Big Caslon
- Bitstream Cyberbit
- Bitstream Vera
- Björk
- Blair
- Bodoni
- Book Antiqua
- Bookman
- Bookman Old Style
- Bookshelf Symbol 7
- Bordeaux Roman
- Bradley Hand
- Braggadocio
- Browallia New
- Brush Script

#### C
- Cairo
- Calibri
- Cambria
- Candara
- Cartier Book
- Caslon
- Centaur
- Century Gothic
- Century Schoolbook
- Chalkboard
- Charcoal
- Chicago
- Clarendon
- Code2000
- Code2001
- Code2002
- Comic Sans
- Computer Modern
- Concrete Roman
- Consolas
- Constantia
- Cooper Black
- Cooper
- Copperplate
- Corbel
- Cordia New
- Corsiva Hebrew
- Courier
- Courier New
- CourierHP
- Cupola
- Curlz

#### D
- David
- DecoType Naskh
- DejaVu
- Denmark
- Devanagari
- Didot
- Dom Casual
- Doulos SIL

#### E
- Edwardian Script
- Eras
- Espy Sans
- Espy Serif
- Eupheima UCAS
- Eurostile
- Everson Mono

#### F
- Fang Song
- Fixed
- Fixedsys Excelsior
- Fixedsys
- Fraktur
- Franklin Gothic
- Friz Quadrata
- Frutiger NEXT
- Frutiger
- Futura

#### G
- Gadget
- Garamond
- Gautami
- Geeza Pro
- Geezah
- Geneva
- Gentium
- Georgia
- Gill Sans
- Golden Cockerel
- Gotham
- Goudy
- Granjon
- Grasset
- Grotesque
- Gujarati
- Gulim

#### H
- Haettenschweiler
- Handel Gothic
- Helvetica Mono
- Helvetica Neue
- Helvetica
- Herculanum
- Highway Gothic
- Hoefler Text
- Humana Serif
- HVDOSBox
- HVEdit
- HVRaster
- HVTerminal

#### I
- Impact
- Irregularis
- Isonorm
- ITC Kahana

#### J
- Janson
- Jokerman
- Junicode

#### K
- Kabel
- Kochi
- Kristen

#### L
- LastResort
- Legacy Sans
- Legacy Serif
- Letter Gothic
- Liberation Mono
- Liberation Sans
- Liberation Serif
- LiHei Pro
- LiSong Pro
- Literaturnaya
- London
- Los Angeles
- Lucida Bright
- Lucida Console
- Lucida Grande
- Lucida Handwriting
- Lucida Sans Unicode
- Lucida Bright
- Luna

#### M
- Machine
- Madonna
- Magneto
- Mangal
- Marker Felt
- Marlett
- Meiryo
- Mincho
- Modern
- Mona Lisa Solid
- Mona
- Monaco
- Monotype Corsiva
- MS Gothic
- MS Mincho
- MS Sans Serif
- MS Serif
- Myriad

#### N
- Narkisim
- New Century Schoolbook
- New York
- News Gothic
- Nu Sans

#### O
- OCR-A
- OCR-B
- Old English Text MT
- Onyx
- Optima

#### P
- Palatino
- Papyrus
- Party
- Plantin
- Playbill
- Portago
- Portobello
- Prestige
- Pricedown
- Prima Sans
- ProFont
- Punk
- Pythagoras

#### Q
- Qadi
- Quadrus
- Quartan
- Quartz
- Quasaria
- Quixley

#### R
- Raavi
- Rail Alphabet
- Rawlinson Roadway
- Renault
- Revue
- Rockwell
- Rod
- Roman
- Rotis Sans
- Rotis Serif
- Rotunda
- Royal Gothic

#### S
- San Francisco
- Sand
- SaffronToo
- Schwabacher
- Script
- Scriptina
- Segoe UI
- Shruti
- SimHei
- SimSun
- Sistina
- Skia
- Souvenir
- Stencil
- Stone Informal
- Stone Sans
- Stone Serif
- Swiss 721
- Sydnie
- Sylfaen
- Symbol
- System

#### T
- Tahoma
- Tai Le Valentinium
- Techno
- Tekton
- Tema Cantante
- Tengwar Noldor
- Tengwar Quenya
- Tengwar Sindarin
- Terminal
- Textile
- Times
- Times New Roman
- Tiresias
- TITUS Cyberbit Basic
- Transport alphabet
- Trebuchet MS
- Tremor
- Tunga

#### U
- Ubuntu
- Umbra
- Univers
- Utopia

#### V
- Venice
- Vera sans
- Vera serif
- Verdana
- Versaillles

#### W
- Wadalab
- Wanted (tipografia)
- Webdings
- Westminster
- Wingdings
- Wingdings 2
- Wingdings 3

#### X
- Xmas
- Xylo

#### Y
- Yakout
- Yardmaster
- Young Baroque

#### Z
- Zapf Chancery
- Zapf Dingbats
- Zapfino
- Zeitgeist

## Classificações
As classificações das famílias tipográficas são feitas sob distintos critérios, a saber: estilo, empresa fundidora, autor, período histórico, licença de publicação, utilização em produtos conhecidos.

### Estilo
Famílias tipográficas podem ser classificadas quanto ao estilo, como serifadas, não serifadas, decorativas, etc.
- Classificação da Adobe, feita pela empresa Adobe Systems
- Classificação da ATypl, feita pela associação ATypl
- Classificação da Bitsream, feita pela empresa Bitsream
- Classificação da BS 2961
- Classificação do Centre National de la Recherche Scientifique, feita pelas áreas da paleografia e diplomática
- Classificação da Counterspace
- Classificação da DIN 16518, feita pela norma alemã DIN 16518
- Classificação de Hans Peter Willberg
- Classificação de Jean Mallon
- Classificação da Lynotype, feita pela empresa Lynotype
- Classificação de Maximilien Vox
- Classificação da Microsoft, feita pela empresa Microsoft
- Classificação da Monotype, feita pela empresa Monotype
- Classificação da PANOSE, feita pelo sistema de classificação PANOSE da Hewlett Packard
- Classificação da URW++, feita pela empresa URW++

### Empresa fundidora de tipos
Famílias tipográficas podem ser classificadas segundo a empresa que as cria e distribui. Esta lista pode conter repetições da anterior, pois algumas empresas adotam classificações próprias.
- Classificação da Adobe, feita pela empresa Adobe Systems
- Classificação da American Type Founders
- Classificação da Bitsream, feita pela empresa Bitsream
- Classificação da Dalton Maag, feita pela empresa Dalton Maag
- Classificação da Elsner + Flake, feita pela empresa Elsner + Flake
- Classificação da Font Bureau, feita pela empresa Font Bureau
- Classificação da FontHaus, feita pela empresa FontHaus
- [[Lista de famílias tipográficas segundo a classificação da Classificação da H. Berthold, feita pela empresa H. Berthold
- Classificação da Hoefler & Frere-Jones, feita pela H&FJ
- Classificação da House Industries, feita pela empresa House Industries
- Classificação da International Typeface Corporation, feita pela ITC
- Classificação da Letraset, feita pela empresa Letraset
- Classificação da Lynotype, feita pela empresa Lynotype
- Classificação da Microsoft, feita pela empresa Microsoft
- Classificação da Monotype, feita pela empresa Monotype
- Classificação da URW++, feita pela empresa URW++

### Autor
Famílias tipográficas classificadas conforme o autor.
- Adrian Frutiger
- Hermann Zapf
- John Benson
- Otto Weisert
- Matthew Carter
- Patricia Saunders
- Robin Nicholas
- Stanley Morison
- Susan Kare
- Francis Thibaudeu

### Período histórico
Famílias tipográficas também são classificadas segundo o ano a que se referem (data de criação, no caso de não ter antecedentes; ou ano da família tipográfica original em que se baseou a nova). Este tipo de lista pode ser útil para aplicar determinado tipo de letra num contexto histórico.
- Século I
- Século II
- Século III
- Século IV
- Século V
- Século VI
- Século VII
- Século VIII
- Século IX
- Século X
- Século XI
- Século XII
- Século XIII
- Século XIV
- Século XVI
- Século XVII
- Século XVIII
- Século XIX
- Século XX
- Século XXI
- Século XXII

### Licença
- OpenSource
- Freeware
- Shareware
- Comercial

### Inclusão em produtos e programas
Sistemas operativos
- Mac OS X
- Mac OS 9
- Mac OS 8
- Mac OS 7
- Mac OS 6
- Mac OS 5
- Windows XP
- Windows 2000
- Windows Me
- Windows 98
- Windows 95
- Windows 3
- Windows 2
- Windows 1

Programas
- Microsoft Office
- QuarkXPress
- Adobe InDesign